# Слободка (Новоушицкий район)
Слободка (укр. Слобідка) — село в Новоушицком районе Хмельницкой области Украины.
Население по переписи 2001 года составляло 548 человек. Почтовый индекс — 281737. Телефонный код — 3847. Занимает площадь 2,218 км². Код КОАТУУ — 6825882603.

## История
В 1945 году Указом Президиума ВС УССР село Кучская Слободка переименовано в Слободку.

## Местный совет
32636, Хмельницкая область, Новоушицкий район, с. Ставчаны